# Бляхер Матвій Григорович
Матвій Григорович Бляхер (нар. 1887 — ?) — радянський державний діяч, фінансист, голова правління «Українбанку», голова правління Вукоопспілки (ВУКС). Кандидат у члени ЦК КП(б)У в січні 1934 — січні 1937 р.

## Біографія
Народився в єврейській родині.
Член РКП(б) з 1921 року.
До 1924 році — заступник голови правління Українського центрального робітничого кооперативного комітету (Укрцеробкооп) у Харкові.
У 1924—1928 роках — голова правління «Українбанку» в місті Харкові. Одночасно — голова Бюро управління представництвами української кооперації закордоном.
У 1928—1929 роках — голова правління Українського будівельного тресту.
У 1930—1931 роках — заступник голови Вищої ради народного господарства Української СРР.
У 1931—1933 роках — заступник голови правління Вукоопспілки (Всеукраїнської спілки споживчих кооперативних організацій).
У червні 1933 — грудні 1934 року — голови правління Вукоопспілки Української СРР.
Потім — на відповідальній роботі в Москві. Працював начальником головного відділу робітничого постачання Народного комісаріату водного транспорту СРСР.
1937 року заарештований органами НКВС. Репресований. Подальша доля невідома.